# Panamerikanische Spiele 2015/Leichtathletik – 4 × 100 m der Männer
Die 4-mal-100-Meter-Staffel der Männer bei den Panamerikanischen Spielen 2015 fand am 24. und 25. Juli im CIBC Pan Am und Parapan Am Athletics Stadium in Toronto statt.
53 Läufer aus zwölf Ländern nahmen an dem Wettbewerb teil. Die Goldmedaille gewann die Staffel aus den Vereinigten Staaten mit 38,27 s, Silber ging an Brasilien mit 38,68 s und die Bronzemedaille gewann Trinidad und Tobago mit 38,69 s.

## Rekorde
Vor dem Wettbewerb galten folgende Rekorde:
| Weltrekord        | Jamaika Nesta Carter, Michael Frater Yohan Blake, Usain Bolt         | 36,84 s | Olympische Spiele in London, Vereinigtes Königreich | 11. August 2012  |
| Rekord der Spiele | Brasilien Ailson Feitosa, Sandro Viana Nilson André, Bruno de Barros | 38,18 s | Panamerikanische Spiele in Guadalajara, Mexiko      | 28. Oktober 2011 |

## Halbfinale
Aus den zwei Halbfinalläufen qualifizierten sich die jeweils drei Ersten jedes Laufes – hellblau unterlegt – und zusätzlich die zwei Zeitschnellsten – hellgrün unterlegt – für das Finale.

### Lauf 1
24. Juli 2015, 20:15 Uhr
| Platz | Bahn | Athlet              | Land                                                              | Zeit (s)    |
| ----- | ---- | ------------------- | ----------------------------------------------------------------- | ----------- |
| 1     | 6    | Antigua und Barbuda | Chavaughn Walsh Daniel Bailey Cejhae Greene Miguel Francis        | 38,14 PR NR |
| 2     | 3    | Vereinigte Staaten  | Sean McLean Wallace Spearmon Kendal Williams Remontay McClain     | 38,29       |
| 3     | 2    | Kanada              | Gavin Smellie Aaron Brown Dontae Richards-Kwok Brendon Rodney     | 38,39 SB    |
| 4     | 7    | Jamaika             | Bernardo Brady Dexter Lee Oshane Bailey Sheldon Mitchell          | 38,75       |
| 5     | 4    | St. Kitts und Nevis | Jason Rogers Brijesh Lawrence Lestrod Roland Allistar Clarke      | 39,10       |
| 6     | 5    | Chile               | Franco Boccardo Cristián Reyes Enrique Polanco Sebastián Valdivia | 40,14       |

### Lauf 2
24. Juli 2015, 20:30 Uhr
| Platz | Bahn | Athlet                  | Land                                                                             | Zeit (s) |
| ----- | ---- | ----------------------- | -------------------------------------------------------------------------------- | -------- |
| 1     | 6    | Trinidad und Tobago     | Mikel Thomas Rondel Sorrillo Emmanuel Callender Dan-Neil Telesford               | 38,52    |
| 2     | 5    | Barbados                | Shane Brathwaite Levi Cadogan Nicholas Deshong Burkheart Ellis                   | 38,65 NR |
| 3     | 2    | Dominikanische Republik | Stanly del Carmen Yoandry Andujar Deidy Montas Yancarlos Martínez                | 38,67 NR |
| 4     | 7    | Brasilien               | Gustavo dos Santos Vitor Hugo dos Santos Aldemir da Silva Júnior Bruno de Barros | 38,76    |
| 5     | 4    | Bahamas                 | Johnathan Farquharson Teray Smith Warren Fraser Elroy McBride                    | 39,53    |
| 6     | 3    | Kuba                    | Yaniel Carrero Roberto Skyers Reynier Mena Reidis Ramos                          | 39,61    |

## Finale
25. Juli 2015, 20:05 Uhr
| Platz | Bahn | Athlet                  | Land                                                                             | Zeit (s) |
| ----- | ---- | ----------------------- | -------------------------------------------------------------------------------- | -------- |
|       | 5    | Vereinigte Staaten      | BeeJay Lee Wallace Spearmon Kendal Williams Remontay McClain                     | 38,27    |
|       | 2    | Brasilien               | Gustavo dos Santos Vitor Hugo dos Santos Bruno de Barros Aldemir da Silva Júnior | 38,68    |
|       | 3    | Trinidad und Tobago     | Rondel Sorrillo Keston Bledman Emmanuel Callender Dan-Neil Telesford             | 38,69    |
| 4     | 4    | Barbados                | Nicholas Deshong Levi Cadogan Burkheart Ellis Ramon Gittens                      | 38,79    |
| 5     | 7    | Dominikanische Republik | Stanly del Carmen Yoandry Andujar Deidy Montas Yancarlos Martínez                | 38,86    |
|       | 1    | Jamaika                 | Jason Livermore Dexter Lee Bernardo Brady Sheldon Mitchell                       | DNF      |
|       | 6    | Antigua und Barbuda     | Chavaughn Walsh Daniel Bailey Cejhae Greene Miguel Francis                       | DSQ 1    |
|       | 8    | Kanada                  | Gavin Smellie Andre De Grasse Brendon Rodney Aaron Brown                         | DSQ 2    |